# Marca de Toscana
La marca o marquesat o marcgraviat de Toscana o de Túscia va ser una marca fronterera a la Itàlia central, a la frontera dels Estats Pontificis al sud i l'est, el Mar de Ligúria a l'oest, i la resta del Regne d'Itàlia cap al nord. Va ser una creació carolíngia, un successor del Ducat de Túscia llombard. La mateixa marca composta d'una col·lecció de comtats, sobretot a la vall de l'Arno, al voltant de la província de Lucca, que va ser anomenat de vegades un ducat.
El primer a ser marcgravi Adalbert I de Toscana, a qui se li concedí el títol en 846. Abans d'ell, el seu pare i avi, Bonifaci I i Bonifaci II, havien controlat la major part dels comtats de la regió i havien ostentat grans títols i, com prefecte de Còrsega o duc de Lucca. El Bonifacii ostentà la marca fins a 931. A finals del segle IX i principis del X, amb el suport dels marcgravis de la Toscana va ser fonamental per a qualsevol intent per convertir-se en candidat a rei d'Itàlia.
En 931, Hug d'Arle, que havia conspirat amb èxit per arribar a ser rei d'Itàlia, desposseí als Bonifaci en un intent de consolidar tots els feus importants d'Itàlia en mans dels seus familiars. Li concedí la Toscana al seu germà Bosó. La Toscana restà en mans dels membres de la família dels bosònides fins al 1001. Llavors el títol de marquès o marcgravi va quedar probablement vacant. La major part de les ciutats i comtats de Toscana van reconèixer a Arduí d'Ivrea com a rei; el 20 d'agost del 1002 Arduí concedia privilegis als monestirs de Santa Giustina i de San Salvatore a Lucca. Aquesta situació però només va durar fins al 1004 quan les ciutats i la noblesa van decidir reconèixer a Enric II el Sant i una diputació va anar a Llombardia per jurar fidelitat (juliol del 1004). Del que diu el Muratori, sembla que aleshores Toscana no tenia ni duc ni marquès. S'esmenta un Bonifaci III com a fill de Wil·la i Arducino (Arduí II d'Ivrea, el fill d'Arduí) però això podria ser un error d'identificació del Bonifaci III posterior que era fill d'una Wil·la diferent. De fet sembla que alguns nobles van agafar el títol de marquès en aquest temps al formar-se les marques Obertenga, Aleràmica, Arduínica i Anscarica, i a Toscana pròpia els comtes Pallavicini, Alberti, Guidi, Prato, Aldobrandeschi i algun altre. Però cap d'ells sembla haver estat reconegut per les ciutats com a duc o marquès, ni nomenat per l'emperador. Adalbert III apareix esmentat en un contracte de venda de béns el 1011 com a comte de Bolonya i marquès però no sembla haver governat a Lucca. El 1014 l'emperador Enric II hauria designat marquès a Rainier, que el 1016 celebrava un placitum o assemblea a Arezzo junt amb el comte de la ciutat, i és citat com Rainierus, marchio et dux toscanus.
Toscana va mantenir la seva influència pel que fa a les eleccions reals. En data tan tardana com 1027, Rainier de Toscana va ser deposat de la marca per Conrad II del Sacre Imperi Romanogermànic per oposar-se a ell com rei (quan anava a Roma per coronar-se emperador).
En 1027, el ducat va ser concedit als comtes de Canossa. Bonifaci III va utilitzar el títol de dux et Marchi: duc i marcgravi. Ell era un aliat dels emperadors del Sacre Imperi Romanogermànic, però el seu poder era tan gran que va amenaçar a la dels emperadors a Itàlia. Ell va unir a l'herència Canossa, que va ser en gran part en l'Emília, la Toscana i hi va passar a la seva filla Matilde. Al costat del seu gran alous Emilia, Toscana, que es va celebrar a la tinença feudal, era la seva possessió més gran i l'exerceix en benefici del Papat en la Querella de les Investidures. Després de la mort de Matilda el 1115, no marcgravis més foren designats i l'era dels prínceps feudals havia passat al nord d'Itàlia, per ser reemplaçada pel domini de les ciutats estats, repúbliques marítimes i les comunes.

## Marquesos de Toscana
- Wiqueram (Wicheramus) 797-812
- Bonifaci I dit el Bavarès 812-823 citat com a dux (812) i comes (813), comte a Lucca
- Bonifaci de Còrsega (fill) 823-844 (governador de Còrsega)
  - Mainfridux 833-838
  - Aganó o Agà 838-845
- Adalbert I de Toscana (fill) 845-886 (comte de Lucca)
- Adalbert II de Toscana (fill) 886-917 
  - Bonifaci II de Toscana (germà) 886-894 (co-governant)
- Guiu de Toscana (fill d'Adalbert II) 917-929
- Lambert I de Toscana (germà) 929-931
- Joan de Laurino 931 (comte de Laurino), nominal
- Bosó d'Arle (fill del comte Teobald d'Arle) 931-936
- Hubert de Toscana (fill bastard d'Hug d'Arle, rei d'Itàlia) 936-962
- Hug I de Spoleto (fill) 962-1001 (duc de Spoleto) dit Hug el Gran
  - Adalbert de Toscana (fill de Wil·la de Spoleto i d'Obert I marques d'Este, fill d'Adalbert) titular fins a la seva mort vers el 998
  - Adalbert III de Toscana (fill) titular 998-1001, possible marquès? 1002-1014
  - Bonifaci (III) de la família Alberti, possible marquès? 1002-mort abans de 1010.
- Rainier de Toscana 1014-1027 (fill)
- Bonifaci III de Toscana o de Canossa 1027-1052 (comte de Modena) 
  - Beatriu de Bar, marquesa consort 1037-1052 (des de 1052 a 1055 regent; de 1069 a 1076 regent)
  - Godofreu el Barbut, II duc de Baixa Lorena (segon marit de Beatriu, administrador 1054-1069)
- Bonifaci IV de Toscana (fill de Beatriu) 1052-1055
- Matilde de Canossa 1055-1115 (filla de Beatriu) (de 1055 a 1069 només titular nominal, de 1069 a 1076 titular però compartint govern amb la seva mare)
  - Godofreu II de Toscana (fill de Godofreu el Barbut) 1069-1072 (primer marit, administrador) (+1076)
  - Güelf II de Baviera (Güelf V) 1086-1093 (segon marit), fill de Welf I (també Welf IV)
- Guiu Guerra (Guiu II), fill adoptiu de Matilde, 1115-1124
  - Ratbod 1116-1118, Vicari Imperial de San Miniato
  - Conrad de Scheyern 1118-1124 i 1124-1126 Vicari Imperial, comte de Lenzburg, duc de Ravenna
  - Ulric d'Attems 1126-1152 Vicari Imperial, comte de Lenzburg
  - Rampert 1131-1135 Vicari Imperial
  - Engelbert d'Ístria 1135-1137
  - Enric X de Baviera 1137-1139 Vicari Imperial
  - Welf VI 1152-1167 (de fet fins al 1173), germà de l'anterior, Vicari Imperial
  - Reginald o Rainald de Dassel, arquebisbe de Colònia 1160-1163 oposat
  - Cristià I de Buch, Arquebisbe de Magúncia, 1163-1173, Vicari Imperial titular
  - Desconegut o desconeguts 1173-1193
  - Conrad d'Urslingen 1193-1195 Vicari Imperial
  - Felip de Suàbia 1195-1197 Vicari Imperial
- Pagà Pannocchieschi, bisbe de Volterra, amb títol de marquès de 1220 a 1239
- Frederic d'Antioquia, amb títol de marquès de 1245 a 1250
- Giordano Lancia d'Agliano, comte, governa amb títol de marquès de 1260 a 1266 
  - Bertrand del Balzo, comte, governa amb títol de capità general de 1336 a 1351